# Кубок Англії з футболу 1928—1929
Кубок Англії з футболу 1928—1929 — 54-й розіграш найстарішого футбольного турніру у світі, Кубка виклику Футбольної Асоціації, також відомого як Кубок Англії. Втретє титул здобув Болтон Вондерерз.

## Перший раунд
| Дата                      | Господарі                     | Рахунок | Гості                      |
| ------------------------- | ----------------------------- | ------- | -------------------------- |
| 24 листопада              | Честерфілд                    | 3:2     | Рочдейл                    |
| 24 листопада              | Дарлінгтон                    | 3:0     | Нью-Брайтон                |
| 24 листопада              | Грантем                       | 1:0     | Ріл Атлетік                |
| 24 листопада              | Волсолл                       | 3:1     | Вустер Сіті                |
| 24 листопада              | Джиллінгем                    | 0:0     | Торкі Юнайтед              |
| 28 листопада Перегравання | Торкі Юнайтед                 | 5:1     | Джиллінгем                 |
| 24 листопада              | Лейтон                        | 0:2     | Вотфорд                    |
| 24 листопада              | Лутон Таун                    | 5:1     | Саутенд Юнайтед            |
| 24 листопада              | Гейнсборо Триніті             | 3:1     | Кру Александра             |
| 24 листопада              | Рексем                        | 0:1     | Карлайл Юнайтед            |
| 24 листопада              | Пул                           | 1:4     | Борнмут енд Боском Атлетік |
| 24 листопада              | Транмер Роверз                | 2:1     | Ротергем Юнайтед           |
| 24 листопада              | Стокпорт Каунті               | 1:0     | Галіфакс Таун              |
| 24 листопада              | Сіттінгборн                   | 2:1     | Саутгол                    |
| 24 листопада              | Аккрінгтон Стенлі             | 2:1     | Саут Шилдс                 |
| 24 листопада              | Брентфорд                     | 4:1     | Брайтон енд Гоув Альбіон   |
| 24 листопада              | Бристоль Роверз               | 2:1     | Веллінгборо Таун           |
| 24 листопада              | Ковентрі Сіті                 | 1:4     | Фулгем                     |
| 24 листопада              | Норвіч Сіті                   | 6:1     | Чатем                      |
| 24 листопада              | Нортфліт Юнайтед              | 5:2     | Ілфорд                     |
| 24 листопада              | Бредфорд Сіті                 | 4:1     | Донкастер Роверз           |
| 24 листопада              | Крістал Пелес                 | 2:0     | Кеттерінг Таун             |
| 24 листопада              | Спеннімур Юнайтед             | 5:2     | Гартлпул Юнайтед           |
| 24 листопада              | Енфілд Плен                   | 1:4     | Саутпорт                   |
| 24 листопада              | Ланкастер Таун                | 1:3     | Лінкольн Сіті              |
| 24 листопада              | Ексетер Сіті                  | 6:0     | Баркінг                    |
| 24 листопада              | Мертір Таун                   | 4:2     | Далвіч Гамлет              |
| 24 листопада              | Ширбрук                       | 2:4     | Менсфілд Таун              |
| 24 листопада              | Ньюпорт Каунті                | 7:0     | Вокінг                     |
| 24 листопада              | Горвіч РМІ                    | 1:2     | Скарборо                   |
| 24 листопада              | Йовіл-енд-Петтерс Юнайтед     | 1:4     | Плімут Аргайл              |
| 24 листопада              | Віган Боро                    | 2:0     | Ашингтон                   |
| 24 листопада              | Йорк Сіті                     | 0:1     | Барроу                     |
| 24 листопада              | Пітерборо-енд-Флеттон Юнайтед | 0:2     | Чарльтон Атлетік           |
| 24 листопада              | Гілфорд Сіті                  | 4:2     | Квінз Парк Рейнджерс       |

## Другий раунд
До другого раунду увійшли переможці першого раунду. 
| Дата                   | Господарі         | Рахунок | Гості                      |
| ---------------------- | ----------------- | ------- | -------------------------- |
| 8 грудня               | Барроу            | 1:2     | Менсфілд Таун              |
| 8 грудня               | Вотфорд           | 2:0     | Мертір Таун                |
| 8 грудня               | Волсолл           | 2:1     | Сіттінгборн                |
| 8 грудня               | Гейнсборо Триніті | 2:3     | Честерфілд                 |
| 8 грудня               | Скарборо          | 0:0     | Дарлінгтон                 |
| 12 грудня Перегравання | Дарлінгтон        | 5:1     | Скарборо                   |
| 8 грудня               | Транмер Роверз    | 0:1     | Бредфорд Сіті              |
| 8 грудня               | Стокпорт Каунті   | 3:0     | Саутпорт                   |
| 8 грудня               | Фулгем            | 0:0     | Лутон Таун                 |
| 13 грудня Перегравання | Лутон Таун        | 4:1     | Фулгем                     |
| 8 грудня               | Аккрінгтон Стенлі | 7:0     | Спеннімур Юнайтед          |
| 8 грудня               | Брентфорд         | 0:1     | Плімут Аргайл              |
| 8 грудня               | Норвіч Сіті       | 6:0     | Ньюпорт Каунті             |
| 8 грудня               | Нортфліт Юнайтед  | 1:5     | Чарльтон Атлетік           |
| 8 грудня               | Карлайл Юнайтед   | 0:1     | Лінкольн Сіті              |
| 8 грудня               | Крістал Пелес     | 3:1     | Бристоль Роверз            |
| 8 грудня               | Торкі Юнайтед     | 0:1     | Ексетер Сіті               |
| 8 грудня               | Віган Боро        | 2:1     | Грантем                    |
| 8 грудня               | Гілфорд Сіті      | 1:5     | Борнмут енд Боском Атлетік |

## Третій раунд
| Дата                  | Господарі                  | Рахунок | Гості                      |
| --------------------- | -------------------------- | ------- | -------------------------- |
| 12 січня              | Бірмінгем Сіті             | 3:1     | Манчестер Сіті             |
| 12 січня              | Честерфілд                 | 1:7     | Гаддерсфілд Таун           |
| 12 січня              | Дарлінгтон                 | 2:6     | Бері                       |
| 12 січня              | Бристоль Сіті              | 0:2     | Ліверпуль                  |
| 12 січня              | Бернлі                     | 2:1     | Шеффілд Юнайтед            |
| 12 січня              | Саутгемптон                | 0:0     | Клептон Орієнт             |
| 17 січня Перегравання | Клептон Орієнт             | 2:1     | Саутгемптон                |
| 12 січня              | Вотфорд                    | 1:0     | Престон Норт-Енд           |
| 12 січня              | Редінг                     | 2:0     | Тоттенгем Готспур          |
| 12 січня              | Волсолл                    | 1:1     | Мідлсбро                   |
| 21 січня Перегравання | Мідлсбро                   | 5:1     | Волсолл                    |
| 12 січня              | Ноттінгем Форест           | 1:2     | Свонсі Сіті                |
| 12 січня              | Блекберн Роверз            | 1:0     | Барнслі                    |
| 12 січня              | Астон Вілла                | 6:1     | Кардіфф Сіті               |
| 12 січня              | Болтон Вондерерз           | 2:0     | Олдем Атлетік              |
| 12 січня              | Грімсбі Таун               | 1:1     | Вест-Бромвіч Альбіон       |
| 16 січня Перегравання | Вест-Бромвіч Альбіон       | 2:0     | Грімсбі Таун               |
| 12 січня              | Вулвергемптон Вондерерз    | 0:1     | Менсфілд Таун              |
| 12 січня              | Дербі Каунті               | 4:3     | Ноттс Каунті               |
| 12 січня              | Лінкольн Сіті              | 0:1     | Лестер Сіті                |
| 12 січня              | Лутон Таун                 | 0:0     | Крістал Пелес              |
| 16 січня Перегравання | Крістал Пелес              | 7:0     | Лутон Таун                 |
| 12 січня              | Свіндон Таун               | 2:0     | Ньюкасл Юнайтед            |
| 12 січня              | Аккрінгтон Стенлі          | 1:1     | Борнмут енд Боском Атлетік |
| 16 січня Перегравання | Борнмут енд Боском Атлетік | 2:0     | Аккрінгтон Стенлі          |
| 12 січня              | Портсмут                   | 2:1     | Чарльтон Атлетік           |
| 12 січня              | Вест Гем Юнайтед           | 1:0     | Сандерленд                 |
| 12 січня              | Норвіч Сіті                | 0:5     | Корінтіан                  |
| 12 січня              | Плімут Аргайл              | 3:0     | Блекпул                    |
| 12 січня              | Бредфорд Сіті              | 2:0     | Стокпорт Каунті            |
| 12 січня              | Міллволл                   | 1:1     | Нортгемптон Таун           |
| 17 січня Перегравання | Нортгемптон Таун           | 2:2     | Міллволл                   |
| 21 січня Перегравання | Міллволл                   | 2:0     | Нортгемптон Таун           |
| 12 січня              | Галл Сіті                  | 1:1     | Бредфорд Парк-Авеню        |
| 16 січня Перегравання | Бредфорд Парк-Авеню        | 3:1     | Галл Сіті                  |
| 12 січня              | Челсі                      | 2:0     | Евертон                    |
| 12 січня              | Ексетер Сіті               | 2:2     | Лідс Юнайтед               |
| 16 січня Перегравання | Лідс Юнайтед               | 5:1     | Ексетер Сіті               |
| 12 січня              | Порт Вейл                  | 0:3     | Манчестер Юнайтед          |
| 12 січня              | Арсенал                    | 2:1     | Сток Сіті                  |
| 12 січня              | Віган Боро                 | 1:3     | Венсдей                    |

## Четвертий раунд
У цьому раунді зіграли переможці попереднього етапу.
| Дата                  | Господарі                  | Рахунок | Гості               |
| --------------------- | -------------------------- | ------- | ------------------- |
| 26 січня              | Борнмут енд Боском Атлетік | 6:4     | Вотфорд             |
| 26 січня              | Бернлі                     | 3:3     | Свіндон Таун        |
| 31 січня Перегравання | Свіндон Таун               | 3:2     | Бернлі              |
| 26 січня              | Ліверпуль                  | 0:0     | Болтон Вондерерз    |
| 31 січня Перегравання | Болтон Вондерерз           | 5:2     | Ліверпуль           |
| 26 січня              | Редінг                     | 1:0     | Венсдей             |
| 26 січня              | Лестер Сіті                | 1:0     | Свонсі Сіті         |
| 26 січня              | Блекберн Роверз            | 1:1     | Дербі Каунті        |
| 31 січня Перегравання | Дербі Каунті               | 0:3     | Блекберн Роверз     |
| 26 січня              | Астон Вілла                | 0:0     | Клептон Орієнт      |
| 31 січня Перегравання | Клептон Орієнт             | 0:8     | Астон Вілла         |
| 26 січня              | Вест-Бромвіч Альбіон       | 1:0     | Мідлсбро            |
| 26 січня              | Портсмут                   | 2:0     | Бредфорд Сіті       |
| 26 січня              | Вест Гем Юнайтед           | 3:0     | Корінтіан           |
| 26 січня              | Манчестер Юнайтед          | 0:1     | Бері                |
| 26 січня              | Плімут Аргайл              | 0:1     | Бредфорд Парк-Авеню |
| 26 січня              | Міллволл                   | 0:0     | Крістал Пелес       |
| 31 січня Перегравання | Крістал Пелес              | 5:3     | Міллволл            |
| 26 січня              | Челсі                      | 1:0     | Бірмінгем Сіті      |
| 26 січня              | Гаддерсфілд Таун           | 3:0     | Лідс Юнайтед        |
| 26 січня              | Арсенал                    | 2:0     | Менсфілд Таун       |

## П'ятий раунд
На цьому етапі зіграли переможці попереднього раунду.
| Дата                   | Господарі                  | Рахунок | Гості                      |
| ---------------------- | -------------------------- | ------- | -------------------------- |
| 16 лютого              | Борнмут енд Боском Атлетік | 1:1     | Вест Гем Юнайтед           |
| 20 лютого Перегравання | Вест Гем Юнайтед           | 3:1     | Борнмут енд Боском Атлетік |
| 16 лютого              | Редінг                     | 1:3     | Астон Вілла                |
| 16 лютого              | Лестер Сіті                | 1:2     | Болтон Вондерерз           |
| 16 лютого              | Блекберн Роверз            | 1:0     | Бері                       |
| 16 лютого              | Вест-Бромвіч Альбіон       | 6:0     | Бредфорд Парк-Авеню        |
| 16 лютого              | Свіндон Таун               | 0:0     | Арсенал                    |
| 20 лютого Перегравання | Арсенал                    | 1:0     | Свіндон Таун               |
| 16 лютого              | Челсі                      | 1:1     | Портсмут                   |
| 20 лютого Перегравання | Портсмут                   | 1:0     | Челсі                      |
| 16 лютого              | Гаддерсфілд Таун           | 5:3     | Крістал Пелес              |

## Шостий раунд
На цьому етапі зіграли переможці попереднього раунду.
| Дата                   | Господарі            | Рахунок | Гості                |
| ---------------------- | -------------------- | ------- | -------------------- |
| 2 березня              | Блекберн Роверз      | 1:1     | Болтон Вондерерз     |
| 6 березня Перегравання | Болтон Вондерерз     | 2:1     | Блекберн Роверз      |
| 2 березня              | Астон Вілла          | 1:0     | Арсенал              |
| 2 березня              | Вест-Бромвіч Альбіон | 1:1     | Гаддерсфілд Таун     |
| 6 березня Перегравання | Гаддерсфілд Таун     | 2:1     | Вест-Бромвіч Альбіон |
| 2 березня              | Портсмут             | 3:2     | Вест Гем Юнайтед     |

## Півфінали
У півфіналах зіграли команди, що перемогли на попередньому етапі.
| Дата       | Господарі        | Рахунок | Гості            |
| ---------- | ---------------- | ------- | ---------------- |
| 23 березня | Болтон Вондерерз | 3:1     | Гаддерсфілд Таун |
| 23 березня | Портсмут         | 1:0     | Астон Вілла      |

## Фінал
| 27 квітня 1929 |

| Болтон Вондерерз       | 2:0      | Портсмут |
| ---------------------- | -------- | -------- |
| Батлер 79' Блекмор 87' | Протокол |          |

| Вемблі, Лондон Глядачів: 92 576 Арбітр: Арнольд Джозефс |